# Jetel zvrhlý

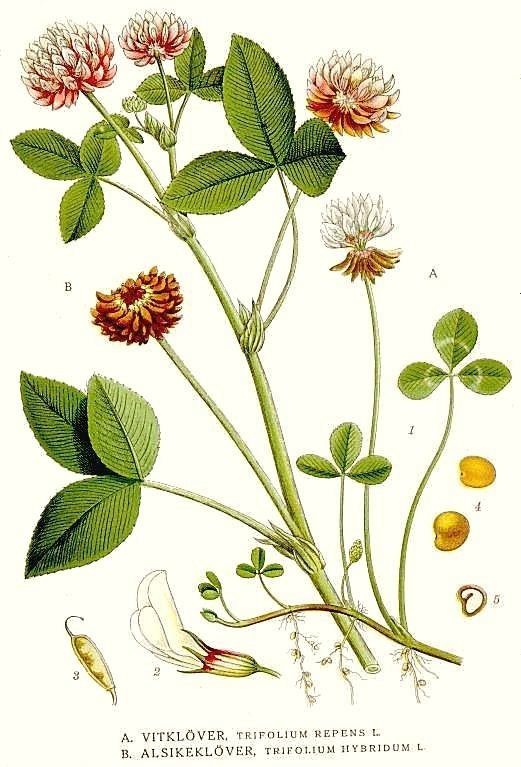
Zobrazení jetele zvrhlého

Jetel zvrhlý (Trifolium hybridum) je víceletý, bíle kvetoucí druh rozsáhlého rodu jetel a je z pícninářského hlediska pokládán mezi jetelovinami za kulturní doplňkový druh. Jeho vědecké druhové pojmenování hybridum vycházelo z mylné domněnky, že se jedná o hybrid mezi jetelem plazivým a jetelem lučním. Jetel zvrhlý však je samostatný, přirozený druh a se žádným jiným křížence nevytváří. V české přírodě je nepůvodní, naturalizovaný neofyt.

## Výskyt
Druh pochází z evropských, severoafrických, jihozápadoasijských a kavkazských území okolo Středozemního moře. Pochopení jeho významu pro chov dobytka způsobilo koncem 18. století bouřlivé rozšíření a zdomácnění v mnoha regionech, takže byly částečně setřené stopy původního výskytu. Aktuální výskyt druhu zahrnuje hlavně mírné a částečně i subarktické pásmo Evropy, Severní a Jižní Ameriky i Asie, odkud se později dostal též do Oceánie. Jetel zvrhlý byl s rozmachem dobytkářství záměrně rozséván na nová území, kde byl využíván jako krmivo nebo pro zelené hnojení zvyšující úrodnost orné půdy.
Do české přírody se rozšířil počátkem 19. století jako pícnina a nejčastěji bývá pěstován ve směsce s travami a jinými jeteli. Dnes se již dávno zplanělé populace spontánně udržují a jsou doplňovány o nové rostliny unikající ze současných výsevů.

## Ekologie
Jetel zvrhlý je užitková rostlina, která se často rozšiřuje do volné přírody. Roste ve společenstvu ostatních trav na mírně vlhkých i občas zaplavovaných (až po dobu několika týdnů), humózních hlinitých nebo jílovitých půdách bohatých na živiny. Je však schopen kolonizovat i živinově chudé a vysýchavé substráty, vyskytuje se např. i v pískovnách. Snáší též mírně zasolené a silně zásadité či kyselé půdy, což mu poskytuje výhodu oproti jiným druhům. Hluboko sahající kořeny mu pomáhají snášet vysýchání svrchních částí půdního profilu. Přežívá v období růstu nízké teploty i silné zimní mrazy, potřebuje však plné oslunění. Vyskytuje se od nížin až po horská úbočí na pastvinách a loukách, na březích vodních nádrží, podél cest, na rumištích a rozličných ruderalizovaných stanovištích.
Roste z jara poměrně rychle a je schopen brzy přerůst konkurenční rostliny, kvete od června do září. Rozmnožuje se téměř výhradně semeny, vegetativně oddenky jen výjimečně a řízkováním vůbec. Na kořenech má symbiotické hlízkové bakterie Rhizobium trifolii, poutající vzdušný dusík, který obohacuje půdu.

## Popis
Vytrvalá rostlina s přímými až poléhavými, 30 až 60 cm vysokými lodyhami, které vyrůstají z dlouhého, kůlovitého kořene s mnoha postranními odbočkami. Lodyhy jsou duté, chudě větvené, lysé nebo v horní části řídce chlupaté a porostlé trojčetnými listy. Spodní listy mají dlouhé řapíky a jsou menší, než listy výše postavené s kratšími řapíky. Lístky se shodně krátkými řapíčky a klínovitou bázi jsou široce vejčité, eliptické nebo obvejčité, 1 až 3 cm dlouhé a 1 až 1,5 cm široké, na konci jsou tupé nebo mělce vykrojené a na okraji jemně pilovité, jsou lysé, světle zelené, bez barevné skvrny a mají výraznou žilnatinu. Palisty jsou bylinné, široce vejčité, do čtvrtiny srostlé s řapíkem a na konci dlouze špičaté.

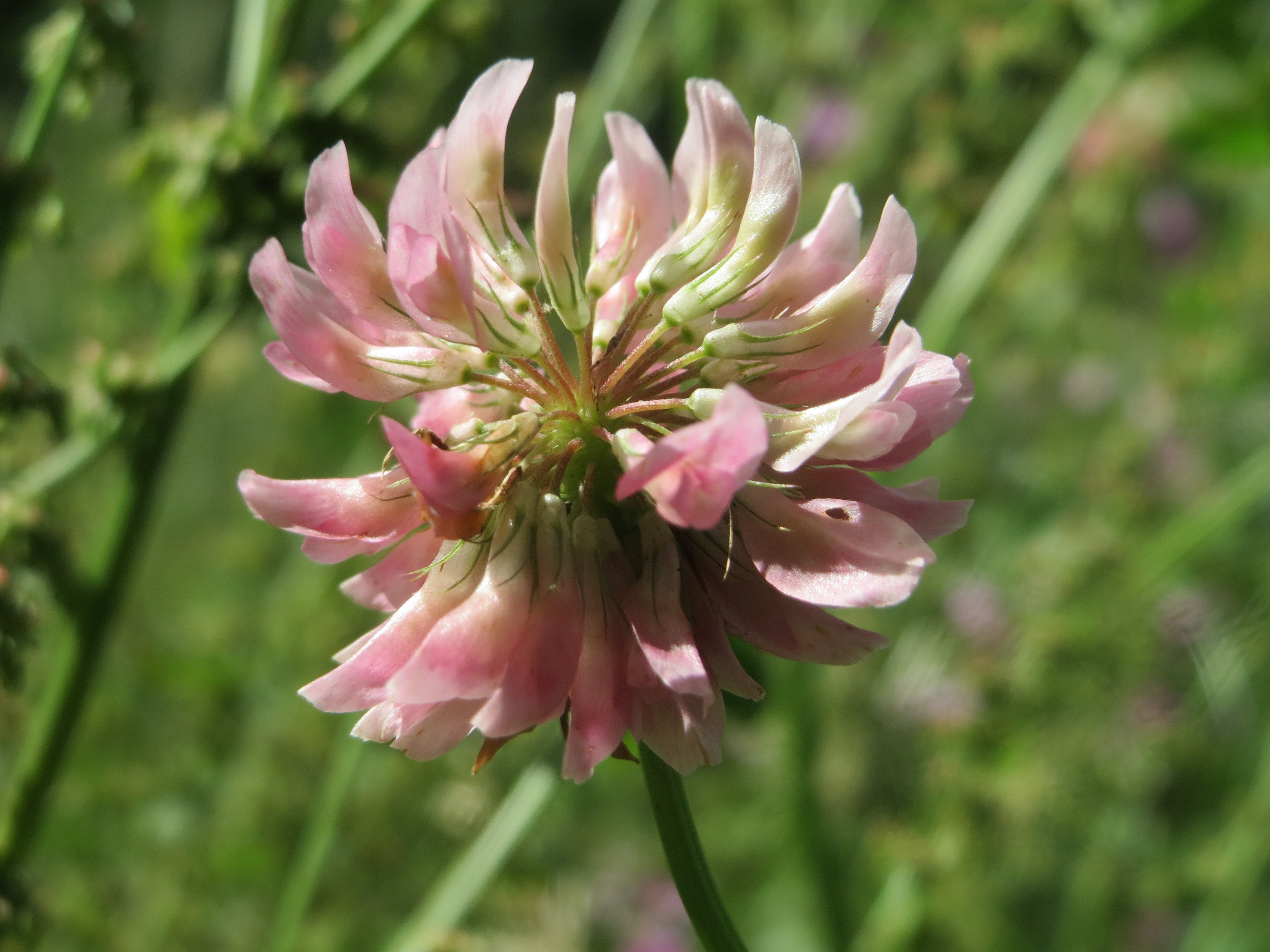
Květenství

Květy jsou seskupeny do kulovitých květenství, hlávek, které bývají velké 1,5 až 2 cm, jsou tvořeny 30 až 50 květy a vyrůstají na dlouhých stopkách z paždí horních listů. Oboupohlavné, pětičetné, slabě vonící květy jsou dlouhé 5 až 8 mm, mají asi 3 mm stopky a jsou podpírány drobnými kopinatými listeny. Barva květů je zpočátku špinavě bílá, později od spodu narůžovělá, po odkvětu květy hnědnou a sklánějí se dolů, neopadávají, ale obalují plody; hlávky jsou často dvoubarevné. Květy se mohou opylit jen cizím pylem, což zajišťují hlavně včely a čmeláci. Kalich je asi 3 mm dlouhý, jeho zelené cípy jsou šídlovité, z nich dva horní jsou delší, bělavá kališní trubka má pět širších a pět užších žilek. Korunní lístky jsou z počátku šedavě bílé, později zrůžoví nebo zčervenají a po odkvětu zhnědnou. Elipsovitá nebo vejčitá pavéza je na konci tupá a mnohem větší než člunek a křídla. Ploidie druhu je 2n = 16.
Plodem je krátký, elipsovitý, dvou až čtyřsemenný lusk velký asi 3 cm. Je zabalen ve vytrvalém kalichu, mívá zelenou až zelenožlutou barvu a ve stáří je tmavě hnědý. Hladká, červenavá, vejčitá až srdčitá semena jsou asi jen 1 mm velká a bývají rozšiřována větrem, vodou, ptáky i hmyzem. Rostlina jich produkuje velké množství a mohou zůstat životaschopná i po dobu šesti let. Semena mají tvrdá osemení a obvykle neklíčí téhož roku kdy dozrají, ale až po přezimování.

## Význam
Jetel zvrhlý je ve vyšších a chladnějších polohách oblíbenou, často pěstovanou pícninou. Obvykle se vysévá ve směsi s dalšími jetelovinami a trávami, kde na stanovištích vytrvává až šest let, při pěstování v monokultuře poléhá. Často je používán jako podsévova meziplodina a na zaorání (zelené hnojeni). Působí na zvířata nadýmavě a proto není vhodný na pastviny, kde ho dobytek ve větším množství přednostně spásá. Byla vyšlechtěna řada různých odrůd o rozdílné ploidii, obvykle se v Evropě pěstují diploidní a v Americe tetraploidní odrůdy. Tetraploidní rostliny jsou mohutnější, poskytují opylovačům více pylu i nektaru, ale mívají menší počet plodných semen.
Díky vysokému obsahu pylu i nektaru v květech je jetel zvrhlý považován za silně medonosnou rostlinu. Jeho nektar má vyrovnaný poměr sacharózy, glukózy i fruktózy. Včelami vytvořený med je bílý, jemné chutě, avšak rychle krystalizuje. Je živnou rostlinou pro housenky motýlů: žluťásků Colias philodice a Colias eurytheme, osenice Peridroma saucia, Xestia c-nigrum a blýskavky Spodoptera eridania.

## Taxonomie
Jetel zvrhlý je proměnlivý v růstu lodyhy a jejím větvení, ve velikosti květenství a počtu květů v nich, v barvě i délce květů a také v prostředí, ve kterém roste (vlhké či suché půdy). Obvykle se rozeznávají tyto tři poddruhy:
- Trifolium hybridum subsp. hybridum
- Trifolium hybridum subsp. anatolicum (Boiss.) Hossain
- Trifolium hybridum subsp. elegans (Savi) Aschers. & Graebn.

V přírodě České republiky vyrůstá nominátní poddruh Trifolium hybridum subsp. hybridum, ve kterém jsou rozlišovány dvě variety: var. 'hybridum' a var. 'parviflorum'.

## Galerie

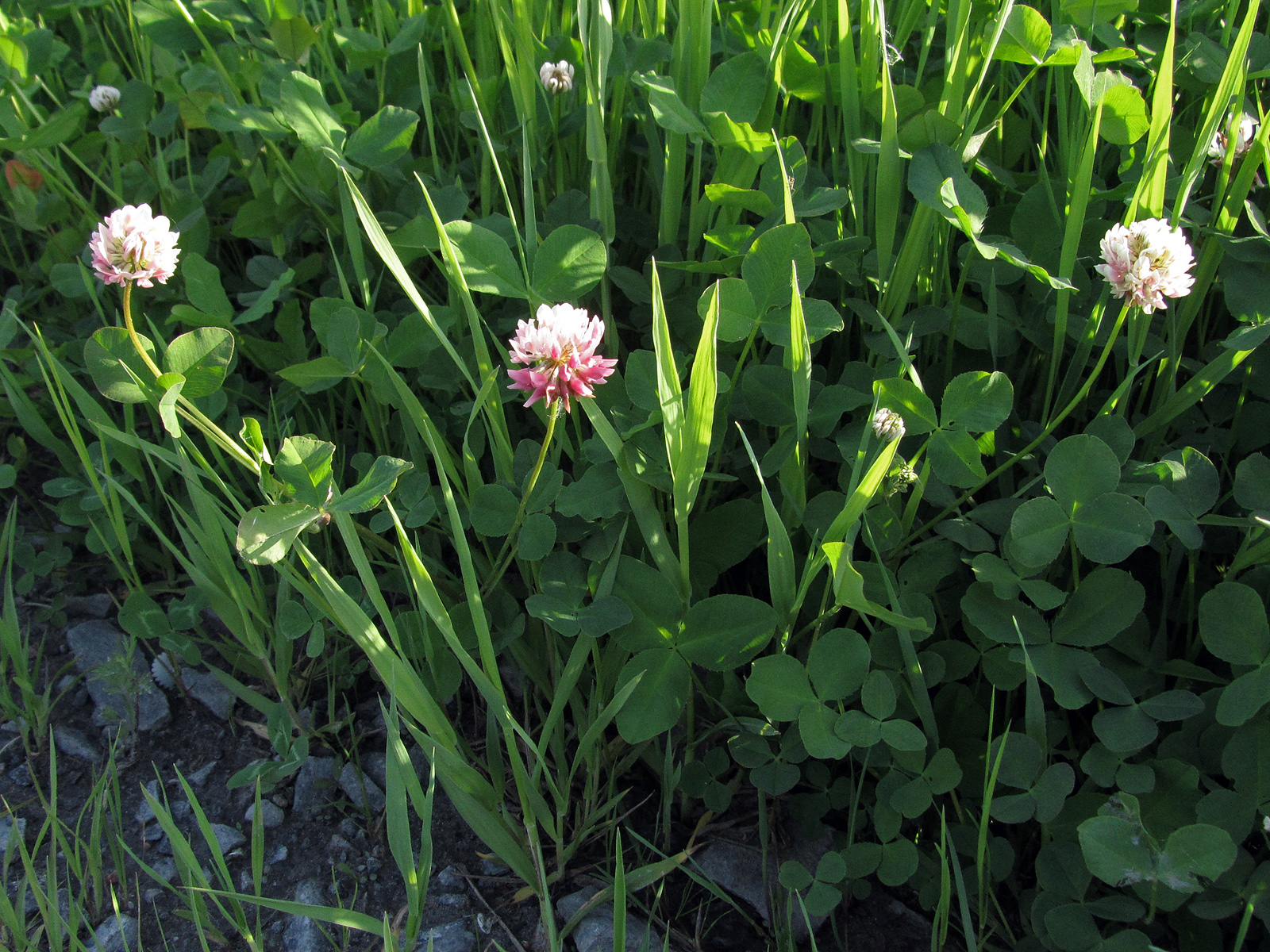
Jetel zvrhlý ve směsce
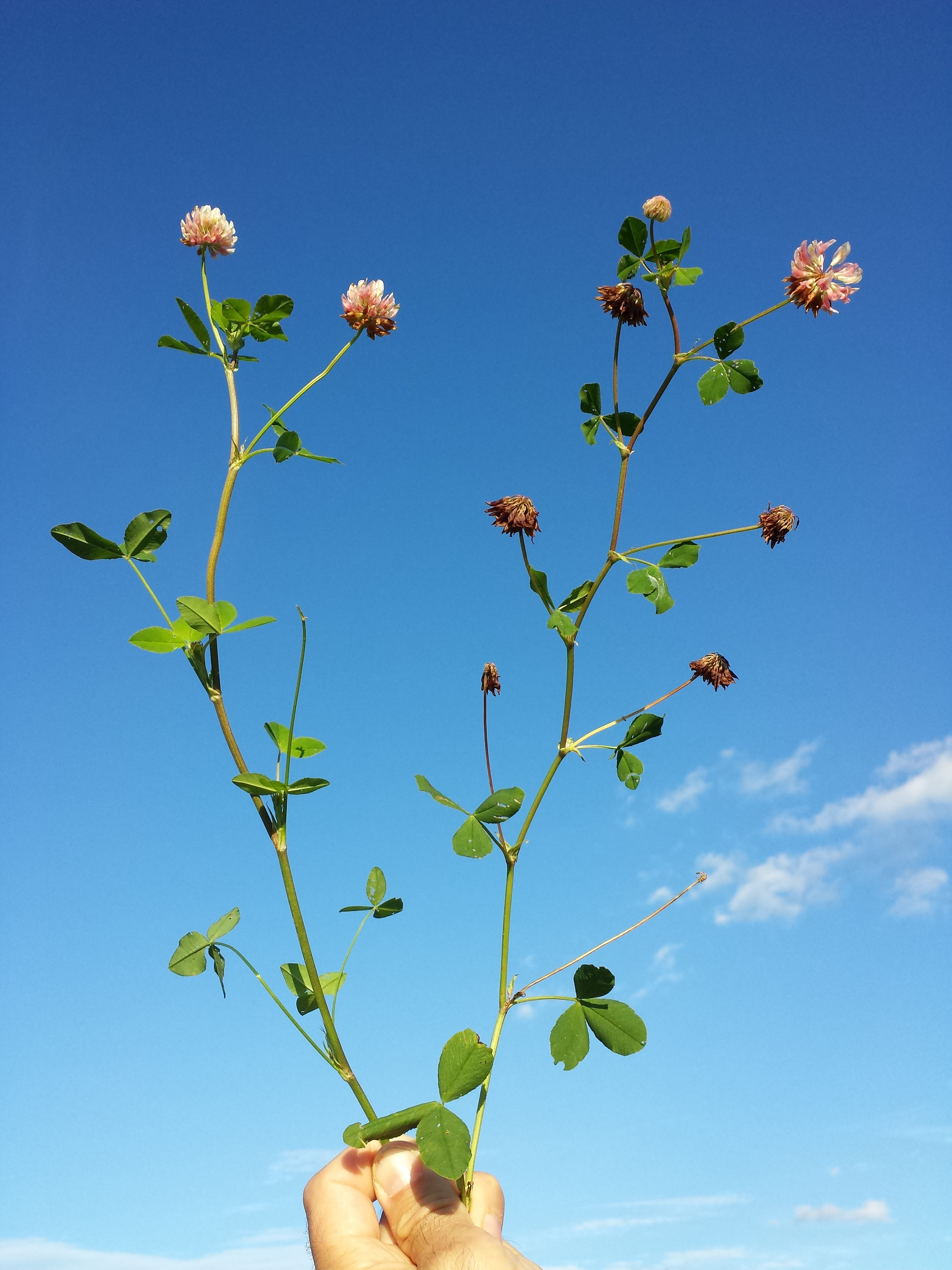
Rozvětvená lodyha
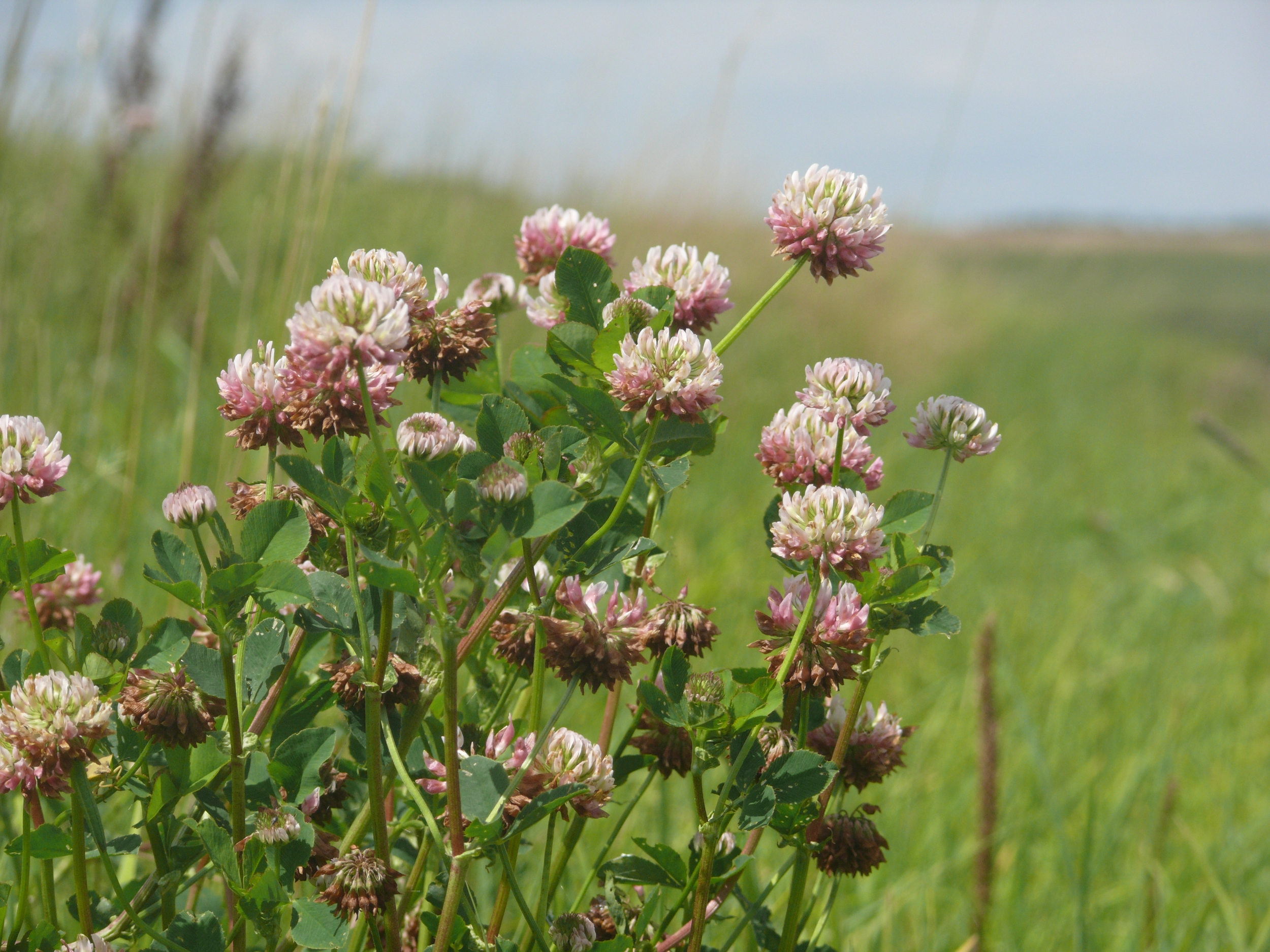
Odkvetající květenství
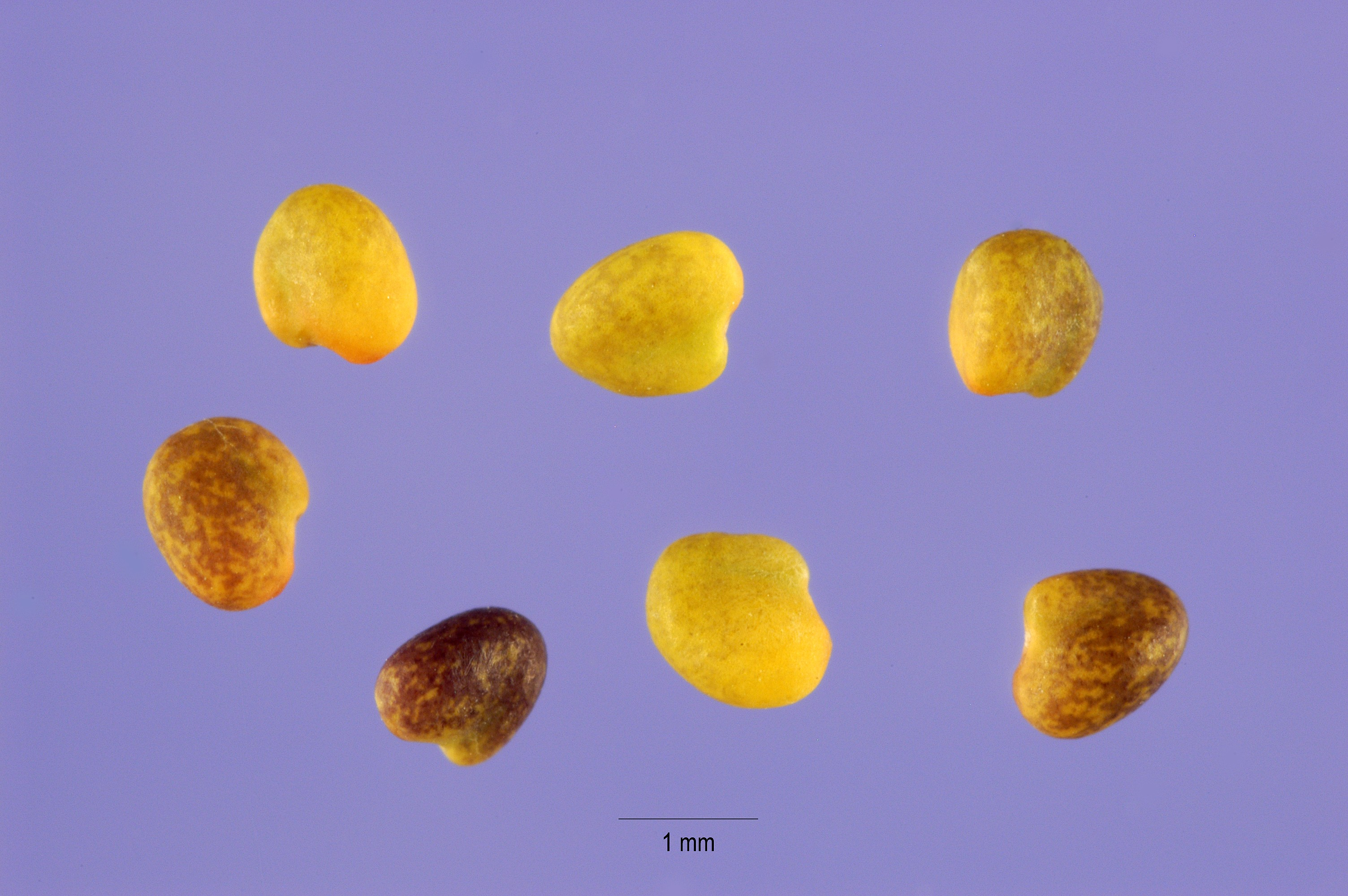
Semena